# Schwarzwasser (Preßnitz)
Das Schwarzwasser (tschechisch Černá Voda) ist ein linker Nebenfluss der Preßnitz in Sachsen und Tschechien.

## Verlauf

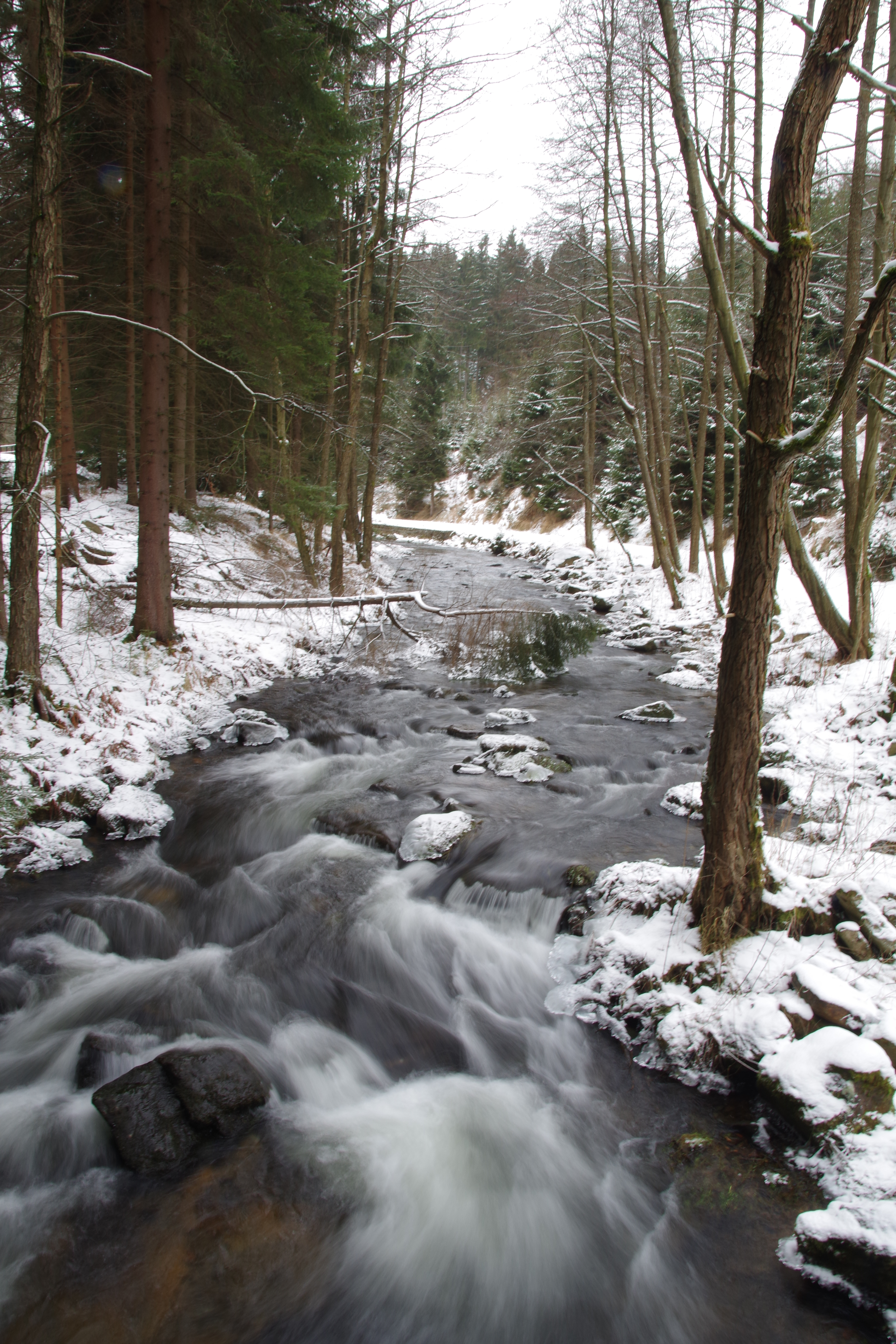
Schwarzwasser zwischen Jöhstadt und Schmalzgrube

Das Schwarzwasser entspringt im böhmischen Teil des Erzgebirges südöstlich von Háj und fließt in nordöstliche Richtung.
Am Oberlauf des Schwarzwassers liegt das seit der Vertreibung der Deutschen wüst gelassene und inzwischen denkmalgeschützte Ruinendorf Königsmühle. Weiter talabwärts erstreckt sich der alte Bergort Kovářská. Unterhalb der Stadt wird durch eine Überleitung Wasser der Talsperre Preßnitz zugeführt. Am weiteren Flusslauf liegt der Ort Černý Potok (deutsch: Pleil-Sorgenthal), bevor das Schwarzwasser die Landesgrenze zu Sachsen überschreitet.
Auf sächsischer Seite liegen am Fluss noch die Bereiche der zu Jöhstadt gehörigen Orte Dürrenberg und Schlössel, die jedoch trotz entsprechender umgangssprachlicher Bezeichnung keine Ortsteile von Jöhstadt sind, ehe das Schwarzwasser im Jöhstädter Ortsteil Schmalzgrube in die Preßnitz mündet.
Zwischen der Landesgrenze Böhmen-Sachsen (zwischen 1894 und 1963), jetzt ab Ortsbereich Dürrenberg und der Einmündung des Schwarzwassers in die Preßnitz verläuft die Preßnitztalbahn etwa 4 Kilometer direkt parallel zum Flusslauf und überquert diesen insgesamt viermal.

## Hochwasser
In den Abendstunden des 20. Juli 1955 kam es im Fichtelberggebiet zu einem Starkregen, der ein schweres Hochwasser im Schwarzwassertal verursachte. In der zwei Meter hohen Flutwelle starben sieben Menschen, der Verkehr auf der Preßnitztalbahn war aufgrund der Beschädigungen am Bahnkörper für vier Wochen unterbrochen.